# 羅儀則
羅儀則，字無美，號鶴在，江西南昌府南昌縣人，明朝政治人物，賜特用進士出身。
崇禎十五年（1642年）壬午科賜特用出身，官三水知縣，多有建樹：開文明門，建青雲路、大路堤。